# Bratr z jiného seriálu
Bratr z jiného seriálu (v anglickém originále Brother from Another Series) je 16. díl 8. řady (celkem 169.) amerického animovaného seriálu Simpsonovi. Scénář napsal Ken Keeler a díl režíroval Pete Michels. V USA měl premiéru dne 23. února 1997 na stanici Fox Broadcasting Company a v Česku byl poprvé vysílá 9. března 1999 na stanici ČT1.

## Děj
Reverend Lovejoy prohlásí Leváka Boba za změněného člověka a navzdory protestům Barta, kterého se několikrát pokusil zabít, opouští vězení v rámci programu propuštění na svobodu. Přestože spolu deset let nepromluvili, Bob je svěřen do péče svého bratra Cecila. Protože je hlavním springfieldským hydrologickým a hydrodynamickým inženýrem, zaměstná Cecil Boba, aby dohlížel na stavbu vodní elektrárny na řece nedaleko města. Bart, domnívaje se, že Bob stále plánuje jeho vraždu, sleduje každý jeho krok. Bob – otrávený Bartovými dotěrnostmi, neschopnými pracovníky na přehradě a Cletusem a jeho rodinou – projeví přání, aby se přehrada protrhla a zničila Springfield. 
Při prohledávání Bobova přívěsu na stavbě přehrady objeví Bart a Líza kufřík plný peněz. Bob popírá, že by o nich věděl, a tvrdí, že své finance použil na betonování stěn přehrady, které jsou, jak zjistí, duté a špatně postavené. Cecil přijde ozbrojený a odhalí svůj vlastní záměr zpronevěřit peníze z projektu a své plány, jak na Boba hodit obětního beránka, až se přehrada kvůli nekvalitní stavbě zřítí. Cecilovou motivací ke zločinu je to, že ho na konkurzu na Krustyho pomocníka převálcoval Bob, který byl místo něj vybrán jako klaunův pomocník. Cecil zavře Boba, Barta a Lízu do přehrady a chystá se ji vyhodit do povětří, přičemž si s sebou vezme peníze. 
Bart, Líza a Bob se rozhodnou spolupracovat, uniknou a pokusí se přehradu zachránit. Zatímco Líza a Bob zneškodňují Cecilův dynamit, Bart se na Cecila vrhne dřív, než stihne stisknout píst. Cecil se ho pokusí odstrčit kufříkem, který se otevře, a vysype peníze do řeky. Cecil shodí Barta z útesu, ale Bob se chytí šňůry dynamitu a vrhne se dolů, aby ho zachránil. Když oba visí přes okraj přehrady, Bob přeřízne šňůru dynamitu, aby zabránil Cecilovi zničit město. Bob a Bart padají dolů po stěně přehrady, ale jejich pád zastaví vyčnívající trubka. 
Přijíždí policie a zatýká Cecila. Bob se raduje ze svého vítězství, protože si získal respekt Barta a Lízy, ale náčelník Wiggum zatkne Boba i přes Bartovy a Líziny protesty, že se napravil. Když je odvádějí, Cecil lstí donutí Boba přísahat pomstu a usvědčit se. Přehrada se poté zhroutí a vypustí na Springfield příval vody, který však způsobí jen minimální škody. Ve vězení se Bob rozhodne vymyslet na Barta konečnou pomstu.

## Produkce
Epizodu napsal Ken Keeler, který v té době hodně sledoval epizody Frasiera a dostal za úkol napsat epizodu s Levákem Bobem. Napadlo ho, že by bylo dobré tyto epizody spojit. Pierce byl obsazen do role bratra Leváka Boba, což Pierce přimělo ke vtipu: „Normálně bych něco takového neudělal. Ale jak často se vám naskytne příležitost pracovat s hercem, jako je Kelsey Grammer, a hlavně hrát jeho bratra?“ Zatímco Levák Bob promlouvá k davu, muž poblíž jeho zvedne ruku a řekne „asi“; i jeho namluvil David Hyde Pierce, který chtěl být mužem v davu.
V prvotním návrhu epizody se původně objevil výbuch opery, který byl změněn, protože scenáristé měli pocit, že použití přehrady bude napínavější. Raným pravidlem epizod s Levákem Bobem bylo zrekapitulovat, co se dělo v předchozích epizodách s Bobem, pro případ, že by divák zapomněl, kdo to je. Původní scénář prošli producenti Frasiera, aby se ujistili, že s ním souhlasí, a měli jen jeden problém. Byla tam velmi krátká scéna, ve které Cecil mluví s viditelnou postavou a mluví o ní jako o „Maris“, která je ve Frasierovi neviditelnou postavou, a producenti Frasiera řekli, že by tato scéna měla zmizet. Scenáristé se dlouho snažili přijít na civilizaci, která považuje vrchního hydrologického inženýra za skutečné povolání, a vybrali Kappadočany, kteří byli známí podzemními městy, i když ne konkrétně přehradami.
Cecil byl nakreslen tak, aby se podobal Davidu Hydeovi Pierceovi, ale přesto vypadal podobně jako Bob. Podle režiséra Peta Michelse bylo obtížné nakreslit Boba a Cecila, jak stojí vedle sebe, protože mají oba velké nohy. V epizodě se objevila scéna s Hansem Krtkovicem a jeho domem, která byla vystřižena, ale jeho dům je stále krátce vidět ve scéně, kdy Cecil shodí Barta z útesu. Sekvence byla vystřižena, aby se uvolnilo místo pro vysvětlení, proč byl Bob poslán zpět do vězení. Ken Keeler řekl, že je to jeho nejoblíbenější vyškrtnutá scéna. V díle se objevila i scéna, ve které se objevilo jméno Boba.

## Kulturní odkazy
Krusty the Clown Prison Special je založen na vystoupení Johnnyho Cashe ve věznici Folsom v roce 1968. Krustyho píseň je parodií na „Folsom Prison Blues“. Zmínka o probuzení Arthura Fiedlera je zjevným odkazem a parodií na životní styl vyšší třídy Frasiera Cranea v Seattlu. Epizoda obsahuje několik odkazů na Frasiera se záměrem, aby bylo zřejmé, že Simpsonovi tento seriál parodují. Patří mezi ně titulková karta těsně před začátkem druhého dějství, která uvádí, že „Frasier je hitem televizní sítě NBC“. Text je psán podobným písmem a stylem jako mezititulky Frasiera, přes které hraje jazzová hudba, stejně jako v seriálu. Když Bart skočí na Cecila a řekne „Hádej kdo?“, Cecil odpoví „Maris?“. Cecilova neschopnost vidět Barta také odkazuje na skutečnost, že Maris, Nilesova manželka ve Frasierovi, není nikdy ve skutečnosti vidět.

## Přijetí
V původním vysílání se díl umístil na 39. místě ve sledovanosti v týdnu od 17. do 23. února 1997 s ratingem 9,1 podle agentury Nielsen, což odpovídá přibližně 8,8 milionu diváckých domácností. Byl to čtvrtý nejlépe hodnocený pořad na stanici Fox v tomto týdnu, hned po seriálech Akta X, Tatík Hill a spol. a Melrose Place.
Před odvysíláním dílu média uvedla, že epizoda „vypadá slibně“, a poté jej novinář Ben Rayner označil za jednu z „klasik“ režiséra Petera Michelse. Tato epizoda byla nominována na cenu Primetime Emmy za mix zvuku pro komediální seriál nebo speciál. V článku z roku 2008 označil časopis Entertainment Weekly Piercovu roli Cecila za jednu ze šestnácti nejlepších hostujících rolí v Simpsonových. Grammer a Pierce se umístili na druhém místě v seznamu 25 nejoblíbenějších hostujících hvězd Simpsonových, který sestavil server AOL.